# Joseph Jacobs

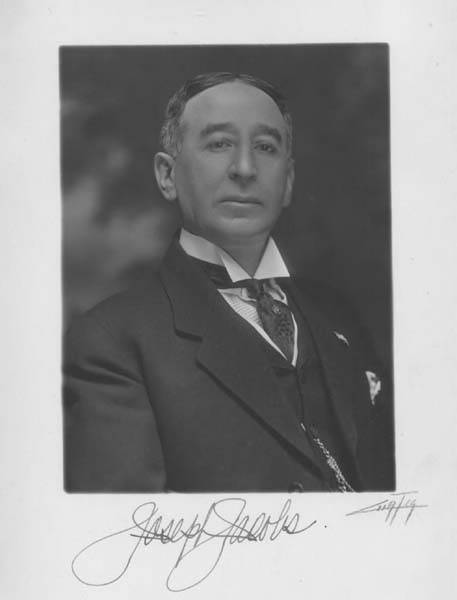
Joseph Jacobs

Joseph Jacobs (Sydney, 29 de agosto de 1854 - Yonkers, 30 de janeiro de 1916) foi um folclorista e historiador australiano que viveu na Inglaterra. 
Ficou mundialmente conhecido inicialmente por uma série de artigos sobre a perseguição aos judeus na Rússia e publicou muitos volumes no campo da história judaica. Em 1900 tornou-se editor da Jewish Encyclopedia, e mudou-se para Nova York. Lá trabalhou como professor de inglês no Jewish Theological Seminary.
Estudioso do folclore inglês, coletou e pesquisou histórias de tradição oral e publicou os "Contos do Folclore Inglês" (English Fairy Tales) em 1890. Entre os contos estava, o até então pouco conhecido, "Os Três Porquinhos". Contribuiu também com a Enciclopédia Judaica.
Suas outras obras incluem coleções de contos de fadas celtas, uma coleção de contos de fadas indianos, uma edição das fábulas de Esopo, e um livro de viagens.